# Bernhard Oelreich

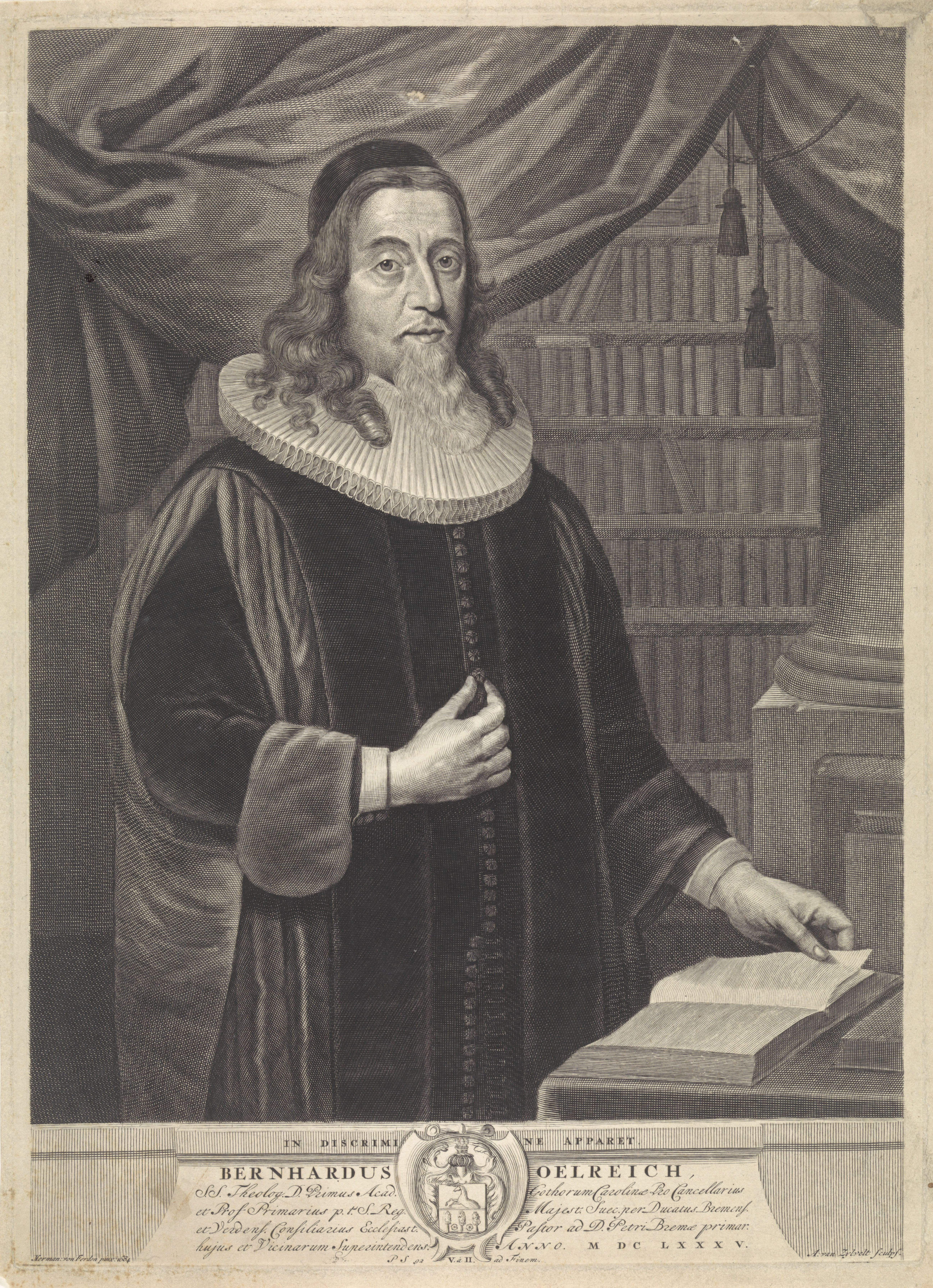
Bernhard Oelreich

Bernhard Oelreich (* 5. April 1626 in Itzehoe; † 30. März 1686 in Bremen) war ein deutscher evangelischer Theologe.

## Leben
Oelreich war der Sohn des Hamburger Kaufmanns Johann Oelreich und dessen Frau Ilsabe von Essen. Er hat die Schule in Hamburg besucht und die Schule in Kopenhagen. 1640 bezog er die Universität Kopenhagen, um ein Studium der Philosophie und Theologie zu absolvieren. In Kopenhagen hatte er an der deutschen Kirche die Möglichkeit gefunden, Predigten zu halten. 1644 wechselte er an die Universität Rostock und erwarb dort 1646 den akademischen Grad eines Magisters der Philosophie. Zurückgekehrt nach Dänemark, ging er auf die Sorø Akademi und wurde 1647 außerordentlicher Professor der griechischen Sprache.
Eine weitere Bildungsreise führte ihn 1649 nach Holland an die Universität Leiden, an die Universität Utrecht, an die Universität Groningen und an die Universität Franeker. Über Brabant reisend kehrte er nach Dänemark zurück. 1651 wurde er Pastor im damals dänischen Norra Åsum (Gemeinde Kristianstad) in Schonen, 1664 ehrenhalber Hofprediger des Königs von Dänemark, promovierte am 25. April 1664 an der Universität Greifswald zum Doktor der Theologie, wurde im selben Jahr Assessor im Konsistorium des Herzogtums Schonen. Er beteiligte sich an der Gründung der Universität Lund, deren erster Prokanzler er war, und wurde nach der feierlichen Einweihung der Hochschule am 28. Januar 1668 zum Professor der Theologie berufen. Seine Amtszeit war geprägt von Auseinandersetzungen mit Peder Winstrup, dem Bischof von Lund.
Man hätte ihn gern noch weiter an der Universität gehabt, jedoch nahm er am 15. März 1672 die Stelle des Superintendenten des seit 1648 schwedischen Territoriums Bremen-Verden an. Am 16. April 1673 wurde er in sein Amt eingeführt, war somit Konsistorialrat der Herzogtümer Bremen und Verden und Oberpfarrer an der königlichen Hauptkirche, dem Bremer Dom St. Petri. In seinen letzten Lebensjahren hatte er vor allem Gesundheitsprobleme, zudem kam die organisatorische Belastung, die mit jenem Amt verbunden war, so dass er schließlich verstarb. Sein Leichnam wurde am 13. April im Bremer Dom beigesetzt.

### Familie
Oelreich war zwei Mal verheiratet. Seine erste Ehe schloss er am 19. Juni 1652 mit Elisabeth († September 1658), der Tochter des Professors der Poesie und der griechischen Sprache an der Universität Rostock, sowie Professor der Mathematik an der Akademie in Sorø Johann Lauremberg. Aus der Ehe gingen drei Söhne und eine Tochter hervor, wobei ein Sohn und die Tochter früh verstarben. Bekannt von den Kindern ist:
- Johann Oelreich wurde Mag. phil., Pastor in Exwerlöff und Slimmingen
- Bernhard Oelreich, Oberpfarrer in Imsum im Land Wursten

Seine zweite Ehe schloss er 1660 mit Maria, der Tochter des Dr. med, Kanonikus in Lund und Landarzt des Herzogtums Schonen Nikolaus Fossius (Foß). Aus der Ehe gingen zwei Söhne und drei Töchter hervor. Von den Kindern kennt man:
- Maria Elisabeth Oelreich († jung)
- Nikolaus Oelreich
- Christian Albert Oelreich
- Catharina Oelreich verh. Johann Ingelotz († 15. März 1686)
- Maria Oelreich